# 누마노하타역
누마노하타역(일본어: 沼ノ端駅 ぬまのはたえき[*])은 일본 홋카이도 도마코마이시에 위치한 홋카이도 여객철도의 철도역이다. 무로란 본선의 소속역이며, 이 역을 기점으로 하는 지토세 선 등 2개의 노선을 운행하고 있다. 혼합식 승강장 2면 3선의 구조를 갖춘 지상역이다.

## 타는 곳
| 1 | ■ 무로란 본선 | 상행 | 도마코마이 · 무로란 방면            |
| 2 | ■ 무로란 본선 | 상행 | 도마코마이 방면                     |
| 3 | ■ 지토세 선   |      | 미나미치토세 · 삿포로 · 오타루 방면 |
| 3 | ■ 무로란 본선 | 하행 | 오이와케 · 이와미자와 방면          |

## 역 주변
- 국도 제36호선 · 국도 제234호선 · 국도 제235호선
- 히다카 자동차도 누마노하타히가시 나들목 · 누마노하타니시 나들목
- 도오 자동차도 도마코마이히가시 나들목
- 도마코마이 신용금고 · 호쿠요 은행 누마노하타 지점

## 역사
- 1898년 2월 1일 : 홋카이도 탄광 철도의 역으로서 개업. 일반역.
- 1906년 10월 1일 : 홋카이도 탄광 철도의 철도 노선 국유화에 의해, 일본국유철도로 이관.
- 1914년 5월 : 이 역 - 우에나에 역 간에 마차 궤도 부설. 주로 우에나에부터로의 목재, 목탄의 운반을 사용.
- 1922년 7월 24일 : 홋카이도 광업 철도 가나야마 선(후의 도미우치 선) 개업.
- 1926년 8월 21일 : 홋카이도 철도 삿포로 선(후의 지토세 선) 개업.
- 1943년
  - 8월 1일 : 전시 매수에 의해 홋카이도 철도가 국유화. 지토세 선, 도미우치 선으로 한다. 이 역 구내의 증.개축이 실시되었다.
  - 11월 1일 : 도미우치 선 누마노하타 역 - 도요시로 역 간 휴지. (실질적으로는 폐지)
- 1964년 8월 5일 : 히로시마 연료 흥업의 전용선 부설.
- 1969년 12월 : 역사 개축.
- 1980년 5월 15일 : 화물 취급 폐지.
- 1984년
  - 2월 1일 : 소화물 취급 폐지.
  - 4월 1일 : 간이 위탁화.
- 1987년 4월 1일 : 일본국유철도 분할 민영화에 의해, 홋카이도 여객철도가 승계.
- 2000년 : 간이 위탁 폐지. 무인화. 자동 발권기 설치.
- 2007년
  - 10월 1일 : 다이어 개정, 특급 '스즈란'이 정차.
  - 12월 18일 : 자유 통로 완성. 구) 역사, 구) 과선교 폐지.
- 2008년 10월 25일 : IC 카드 Kitaca 사용 개시.

## 인접 역
| 홋카이도 여객철도 ■ 치토세 선 · 무로란 본선 (히가시무로란 방면) | 홋카이도 여객철도 ■ 치토세 선 · 무로란 본선 (히가시무로란 방면) | 홋카이도 여객철도 ■ 치토세 선 · 무로란 본선 (히가시무로란 방면) |
| --------------------------------------------------------------- | --------------------------------------------------------------- | --------------------------------------------------------------- |
| H14 미나미치토세 삿포로 방면                                    | 특급 "스즈란"                                                   | H18 도마코마이 무로란 방면                                      |
| H16 우에나에 삿포로 · 오타루 방면                               | ● 보통                                                          | H18 도마코마이 방면                                             |
| 홋카이도 여객철도 ■ 무로란 본선 (이와미자와 방면)               |                                                                 |                                                                 |
| H18 도마코마이 방면                                             | ● 보통                                                          | 도아사 이와미자와 방면                                          |